# Lytocarpia vulgaris
Lytocarpia vulgaris är en nässeldjursart som beskrevs av Vervoort och Watson 2003. Lytocarpia vulgaris ingår i släktet Lytocarpia och familjen Aglaopheniidae. Inga underarter finns listade i Catalogue of Life.